# Francis Lister
Francis Lister (1899 – 1951) foi um ator britânico. Ele foi casado com as atrizes Nora Swinburne (1924-1932) e Margot Grahame (1934-1936).

## Filmografia selecionada
- The Fortune of Christina McNab (1921)
- Comin' Thro the Rye (1923)
- Boden's Boy (1923)
- Chappy – That's All (1924)
- At the Villa Rose (1930)
- Brown Sugar (1931)
- Jack's the Boy (1932)